# Nodo margherita
Il Nodo margherita è uno dei nodi più famosi e serve per accorciare una cima o una corda quanto si voglia e per poter crearne due colli ai quali poter poi legare due cime.

## Usi

### Nautica
- Può essere usato per accorciare una cima
- Può essere mettere in sicurezza una cima logora e togliere la tensione alla parte logora e usarla in maggiore sicurezza.
- Si possono creare i colli sulla cima per poi essere usati come paranchi, per poter salpare l'ancora per esempio.

## Esecuzione
Si realizzano ripiegando la cima, dove la si vuole accorciare, in tre anse e le si creano attorno da una parte e dall'altra due colli.